# This Is Where I Came In
This Is Where I Came In è il ventiduesimo e ultimo album dei Bee Gees, uscito nel 2001. Fu l'ultimo a causa della morte di Maurice Gibb, avvenuta due anni dopo la pubblicazione dell'album. 

## Tracce
1. This Is Where I Came In – 4:56 (Barry Gibb/Robin Gibb/Maurice Gibb)
2. She Keeps On Coming – 3:57 (B. Gibb/R. Gibb/M. Gibb)
3. Sacred Trust – 4:53 (B. Gibb)
4. Wedding Day – 4:43 (B. Gibb/R. Gibb/M. Gibb)
5. Man In The Middle – 4:21 (M. Gibb)
6. Deja Vu – 4:19 (R. Gibb)
7. Technicolor Dreams – 3:04 (B. Gibb)
8. Walking On Air – 4:05 (M. Gibb/B. Gibb)
9. Loose Talk Costs Lives – 4:19 (B. Gibb)
10. Embrace – 4:43 (R. Gibb)
11. The Extra Mile – 4:21 (B. Gibb/R. Gibb/M. Gibb)
12. Voice in the Wilderness – 4:38 (B Gibb/R. Gibb/M. Gibb)
13. Just In Case – 4:23 (R Gibb/B. Gibb/M. Gibb)
14. Promise The Earth – 4:29 (R. Gibb)